# Jenny Flex
Jenny Flex é uma personagem do filme 007 Na Mira dos Assassinos (A View to a Kill), décimo-quarto da série cinematográfica de James Bond e último com Roger Moore no papel do espião britânico. Ela é interpretada nas telas pela atriz irlandesa Alison Doody em seu primeiro papel no cinema, aos 19 anos de idade.

## Características
Flex é uma bela e elegante capanga de Max Zorin, o psicótico vilão do filme, para quem trabalha junto com May Day, eliminado qualquer um ou qualquer coisa que ameace seu patrão. Grande amante de cavalos, nada mais se sabe sobre sua vida ou seu passado.

## No filme
Ela faz sua primeira aparição elegantemente vestida de amazona quando recebe James Bond nas escadarias do palacete francês de Zorin, onde ocorre um grande e caro leilão internacional de cavalos, para o qual Bond conseguiu um convite, e é conduzido por ela até seu luxuoso quarto. Num momento posterior, ela distrai Sir Godfrey Tibbett, um especialista em cavalos aliado de 007 e do MI-6 que se passa por seu motorista no leilão, permitindo que May Day entre escondida em seu carro e o mate depois num lava-jato.
A terceira participação de Flex é quando ajuda a assassinar um funcionário público da prefeitura de São Francisco, o responsável pelo Departamento de Petróleo e Minas da cidade, enganado por Zorin quanto a seus objetivos em utilizar uma mina de prata, e a incendiar com gasolina a prefeitura. No fim do filme, Flex e as demais capangas de Zorin perseguem Bond e Stacey Sutton dentro da mina prestes a ser explodida causando um terremoto, quando o vilão trai a todos os operários do local e mesmo a seus capangas, selando a entrada da mina, explodindo parte dela, inundando-a de água, metralhando os operários sobreviventes e provocando a morte de quase todos no interior com a inundação, incluindo a capanga Jenny Flex.